# Condado de Johnson (Indiana)
El condado de Johnson (en inglés: Johnson County), fundado en 1823, es un condado del estado estadounidense de Indiana. En el año 2000 tenía una población de 115 209 habitantes con una densidad poblacional de 139 personas por km². La sede del condado es Franklin.

## Geografía
Según la Oficina del Censo, el condado tiene un área total de 834 km² (322 mi²), de la cual 829 km² (320,1 mi²) es tierra y 5 km² (1,9 mi²) es agua.

## Demografía
En fecha censo de 2000, había 115 209 personas, 42 434 hogares, y 31 613 familias que residían en el condado.
En el 2000 la renta per cápita promedia del condado era de $ 52 693 y el ingreso promedio para una familia era de $60 571. El ingreso per cápita para el condado era de $22 976. En 2000 los hombres tenían un ingreso per cápita de $42 272 frente a $28 181 para las mujeres. Alrededor del 5.60% de la población estaba bajo el umbral de pobreza nacional.

## Condados adyacentes
- Condado de Marion (norte)
- Condado de Shelby (este)
- Condado de Bartholomew (sureste)
- Condado de Brown (suroeste)
- Condado de Morgan (oeste)

## Ciudades y pueblos
- Bargersville
- Edinburgh
- Franklin
- Greenwood
- New Whiteland
- Princes Lakes
- Trafalgar
- Whiteland

## Principales carreteras
- Interestatal 65
- Interestatal 69
- Interestatal 70
- Interestatal 74
- Interestatal 465
- U.S. Route 31
- U.S. Route 36
- U.S. Route 40
- U.S. Route 52
- U.S. Route 136
- U.S. Route 421
- Carretera Estatal 37
- Carretera Estatal 67
- Carretera Estatal 135